# Crna biserka
Crna biserka (lat. Agelastes niger) je vrsta ptice iz roda Agelastes, porodice biserki.
Živi u vlažnim šumama središnje Afrike. Naraste do veličine od 50 centimetara. Inkubacija joj traje 25 dana. Ishrana joj se uglavnom sastoji od kukaca i sjemenki. Ima velike prste da može dohvatiti tlo, ali malena stopala, tako da može letjeti.